# Fotbal Club Dacia
Fotbal Club Dacia é um clube de futebol da Moldávia. Seu estádio é o Stadionul Republican na capital, Chișinău. Tem os apelidos de Os Amarelos Azuis ou Os Lobos.

## História
O clube foi fundado em 1999.

## Títulos
- Campeonato Moldavo de Futebol: (1) (2010-11)
- Super Copa da Moldávia: (1) (2011)

## Elenco atual
Atualizado em 31 de agosto de 2015.
Legenda
- : Capitão
- : Jogador suspenso
- : Jogador lesionado

## Treinadores
- Igor Ursachi (1999–2003)
- Emil Caras (2003 – May 3, 2008)
- Vasile Coșelev (caretaker) (May 3, 2008 – Oct 2, 2008)
- Roman Pylypchuk (Oct 2, 2008 – Aug 31, 2009)
- Sergiu Botnaraș (caretaker) (Sep 1, 2009 – Dec 10, 2009)
- Veaceslav Semionov (caretaker) (Dec 23, 2009 – Jul 5, 2010)
- Igor Dobrovolski (Jul 5, 2010 – May 7, 2012)
- Igor Negrescu (caretaker) (May 7, 2012 – Jun 4, 2012)
- Igor Dobrovolski (Jun 4, 2012 – Jun 8, 2013)
- Igor Negrescu (Jun 8, 2013 – Jan 9, 2014)
- Dejan Vukićević (Jan 9, 2014 – Nov 2, 2014)
- Veaceslav Semionov (caretaker) (Nov 2, 2014 – Jan 20, 2015)
- Oleg Kubarev (Jan 20, 2015 – Mar 9, 2015)
- Veaceslav Semionov (caretaker) (Mar 9, 2015 – Apr 26, 2015)
- Igor Dobrovolski (Apr 26, 2015 – Aug 4, 2015)
- Oleg Valeriyovych Bezhenar (Aug 4, 2015 – )